# Человек-паук: Совершенно новый день
«Челове́к-пау́к: Соверше́нно но́вый день» (англ. Spider-Man: Brand New Day) — будущий американский художественный фильм режиссёра Дестина Дэниела Креттона с Томом Холландом в главной роли. Сценарий написали Крис Маккенна и Эрик Соммерс по комиксам Marvel о приключениях супергероя Человека-паука. Он должен стать 38-м по счёту фильмом медиафраншизы «Кинематографическая вселенная Marvel» (КВМ), четвёртым в шестой фазе и четвёртым в серии фильмов КВМ о Человеке-пауке.
Sony приступила к работе над четвёртым фильмом о Человеке-пауке в КВM в августе 2019 года вместе с кинокомиксом «Человек-паук: Нет пути домой». Продюсер Эми Паскаль сообщила в ноябре 2021 года, что фильм должен положить начало новой трилогии фильмов про Человека-паука с Холландом. Sony и Marvel Studios активно начинали работать над сюжетом в декабре. В феврале 2023 года Маккенна и Соммерс приступили к написанию сценария. Креттон начал переговоры о съёмках в сентябре 2024 года. В октябре он официально стал режиссёром. Съёмки стартовали 1 августа 2025 года в Глазго, Шотландия.
Кинокомикс должен выйти в прокат 31 июля 2026 года.

## В ролях
- Том Холланд — Питер Паркер / Человек-паук:
Бывший Мститель, который получил паучьи способности после укуса радиоактивного паука[1]. После заклинания Доктора Стивена Стрэнджа в конце фильма «Человек-паук: Нет пути домой» (2021) мир забыл, что Питер Паркер — это Человек-паук, и теперь он сосредоточен на защите Нью-Йорка от уличной преступности[2].
- Зендея — Мишель «Эм-Джей» Джонс-Уотсон: Бывшая одноклассница и бывшая девушка Паркера[3].
- Джейкоб Баталон — Нед Лидс: Бывший лучший друг Паркера[3].
- Сэди Синк[4]
- Лиза Колон-Зайас[5]
- Джон Бернтал — Фрэнк Касл / Каратель: Линчеватель, который стремится бороться с преступным миром любыми необходимыми средствами, какими бы смертельными ни были результаты[3].
- Марк Руффало — Брюс Бэннер / Халк:
Мститель и гениальный учёный, который из-за воздействия гамма-излучения превращается в монстра, когда приходит в ярость или возбуждение[6].
- Майкл Мэндо — Мак Гарган / Скорпион[6]
- Чарли Кокс — Мэтт Мёрдок / Сорвиголова: Слепой адвокат со сверхчеловеческими чувствами из Адской кухни, который ведёт двойную жизнь в качестве линчевателя в маске[7].

## Создание
В августе 2019 года стало известно, что Sony Pictures приступила к созданию четвёртого фильма о Человеке-пауке в рамках медиафраншизы «Кинематографическая вселенная Marvel» (КВМ) одновременно с третьим с подзаголовком «Нет пути домой». В том же месяце Sony объявила, что будет снимать «Нет пути домой» без участия Marvel Studios и главы студии Кевина Файги. Sony и Marvel ранее работали над «Возвращением домой» и «Вдали от дома». Переговоры между студиями о заключении новой сделки по производству фильмов провалились. Новость от Sony получила негативные отклики от фанатов. В итоге Sony и Disney возобновили переговоры. В конце сентября обе студии объявили о новом соглашении, в рамках которого Marvel Studios и Файги спродюсируют «Нет пути домой» для Sony вместе с продюсером Эми Паскаль. В феврале 2021 года исполнитель роли Питера Паркера / Человека-паука Том Холланд сказал, что после «Нет пути домой» заканчивается его контракт с Sony и Marvel, но надеется снова сыграть героя в будущем. В июле исполнительница роли Мишель «Эм-Джей» Джонс-Уотсон Зендея заявила, что не знает, планируется ли ещё один фильм о Человеке-пауке в рамках КВМ. В октябре Холланд назвал «Нет пути домой» финалом франшизы, начавшейся с «Возвращения домой». Актёр объяснил, что остальные фильмы про Человека-паука из КВМ будут отличаться от первой трилогии.
В ноябре 2021 года Холланд сообщил, что не уверен, должен ли он дальше сниматься в фильмах о Человеке-пауке. Актёр счёл бы неправильным продолжать играть роль в свои тридцать лет. Холланд заинтересовался фильмом, где вместо Паркера Человеком-пауком будет Майлз Моралес. Несмотря на это, Паскаль надеялась продолжить сотрудничество с Холландом при создании будущих фильмов о Человеке-пауке. Позже она сообщила, что работа над первым фильмом новой трилогии уже началась. Издание The Hollywood Reporter сообщило, что Sony официально не подтвердила планы относительно будущих фильмов про Человека-паука в рамках КВМ, но студия надеется продолжить сотрудничество с Marvel Studios. Холланд говорил, что в отношении будущих фильмов о Человеке-пауке КВМ обсуждалось «много всего интересного», но о планах он ничего не знал. Он также посчитал, что у франшизы светлое будущее. Через месяц актёр дополнил, что добился того, чего хотел с героем, и готов попрощаться с ролью, если не сыграет её в другом фильме, но ему было бы грустно покидать франшизу. Паскаль надеялась на вечное сотрудничество Sony и Disney, а Файги пообещал, что оно вновь не прекратится, как это было во время работы над «Нет пути домой». Файги заявил, что когда-нибудь Паркер в исполнении Холланда вернётся в другом фильме КВM. Также продюсер подтвердил, что начал обсуждать сюжет для следующего фильма о Человеке-пауке вместе с Паскаль, Sony и Disney. История будет продолжаться после «важного решения», которое принял Паркер в конце «Нет пути домой», заставить всех забыть, кто он такой.
В апреле 2022 года Sony ожидала возвращения режиссёра первых трёх частей с Холландом Джона Уоттса к съёмкам нового фильма про Человека-паука после того, как Уоттс отказался снимать «Фантастическую четвёрку» для Marvel Studios. Через месяц гендиректор и председатель Sony Pictures Том Ротман надеялся, что вся съёмочная группа из предыдущих фильмов вернётся к съёмкам, включая Уоттса, Холланда и Зендею. В феврале 2023 года Файги сообщил, что у Marvel есть «большие идеи» для сюжета фильма, а сценаристы Крис Маккенна и Эрик Соммерс уже приступили к написанию. Но в мае работа над сценарием прервалась из-за забастовки Гильдии сценаристов США. Паскаль заявила, что работа над фильмом возобновится после окончания забастовки. Холланд участвовал в творческих встречах по поводу фильма, но они также были приостановлены в связи с забастовкой сценаристов. Забастовка закончилась в конце сентября, а встречи о фильме возобновились в ноябре.
В январе 2024 года журналист Джефф Снайдер сообщил, что Marvel Studios ищет режиссёра. Среди возможных кандидатов числятся Уоттс, Дрю Годдард и Джастин Лин. Старт съёмок был запланирован на 2025 год. Но Снайдер сообщил в марте 2024 года, что съёмки запланированы на сентябрь или октябрь того же года, так как съёмки третьего сезона телесериала «Эйфория» с Зендеей в главной роли перенесли, чтобы у актрисы не возникало проблем с графиком съёмок. Журнал Variety сообщил, что сценарий всё ещё пишется, а режиссёра или дату съёмок так и не утвердили. Съёмки должны пройти во Великобритании. В апреле Холланд рассказал, что после окончания забастовки продюсеры дали сценаристам время дописать сценарий. В июле Файги сообщил, что черновик сценария появится совсем скоро, а Уоттс вряд ли станет режиссёром из-за крепкой занятости над другими проектами. В итоге Уоттс отказался быть режиссёром.
Пока сценарий дописывали, студии начали встречаться с режиссёрами. Основным претендентом на пост режиссёра стал Дестин Дэниел Креттон. В сентябре 2024 года он начал переговоры. Ранее Креттон работал с Marvel Studios над кинокомиксом «Шан-Чи и легенда десяти колец» и мини-сериалом «Чудо-человек». Тем временем Холланд и Зендея обсуждали с продюсерами производство фильма и вели переговоры о возвращении к ролям, а съёмки запланировали на начало 2025 года. Снайдер сообщил, что фильм хотят выпустить в 2026 году, и усомнился в участии Зендеи в съёмках, так как 2025 год у актрисы расписан съёмками третьего сезона «Эйфории» и третьей части «Дюны». В октябре Холланд сказал, что остался доволен фильмом после прочтения черновика сценария с Зендеей, но считал, что сценарий требуется доработать. Также актёр рассказал, что съёмки начнутся летом 2025 года. Кроме того, у Холланда в том же году запланированы съёмки в кроссовере «Мстители: Судный день» и фильме Кристофера Нолана «Одиссея», которые выйдут в 2026 году. Съёмки следующего фильма «Дюны» отложили на 2026 год, что позволило упростить Зендее график съёмок. Позже дату выхода фильма утвердили на 24 июля 2026 года. Также было подтверждено участие Креттона в качестве режиссёра. В ноябре было неясно, вернётся ли Зендея к своей роли в фильме после того, как она пополнила вместе с Холландом актёрский состав «Одиссеи». Позже Снайдер сообщил, что съёмки начнутся не раньше конца 2025 или начала 2026 года, вследствие чего дата премьеры может быть перенесена. В декабре журналист рассказал, что роль Зендеи в фильме «значительно сократили» из-за расписания актрисы, а съёмки кинокомикса будут проходить с июня по октябрь 2025 года между съёмками третьего сезона «Эйфории» и третьей части «Дюны». Кроме того, Снайдер сообщил, что Чарли Кокс вернётся к роли Мэтта Мёрдока / Сорвиголовы. В сценарии будут фигурировать симбиоты и новые одноклассники Паркера. Саша Барон Коэн должен будет сыграть Мефисто. Эту роль актёр также должен исполнить в сериале КВM «Железное сердце».
В феврале 2025 года стало известно, что съёмки начнутся в середине того же года в Лондоне, а дату премьеры перенесли на одну неделю, на 31 июля 2026 года. Перенос позволил избежать конкуренции с «Одиссеей». Variety сообщил, что пока неясно, вернётся ли Зендея к съёмкам, но Deadline Hollywood отметил, что актриса вернётся, хотя её контракт на участие ещё не подписан.
12 марта 2025 года Deadline сообщил, что Сэди Синк присоединилась к актёрскому составу в нераскрытой роли.
31 марта 2025 года Sony Pictures объявила, что название фильма — «Человек-паук: Совершенно новый день».

### Съёмки
Производство кинокомикса должно пройти с июня по октябрь 2025 года в Лондоне. Изначально съёмки планировались осенью 2024 года, а потом — в течение 2025 или начале 2026 года. Основные съёмки начались 1 августа 2025 года в Глазго, Шотландия, под рабочим названием «Голубой оазис» (англ. Blue Oasis). Производство продлится около двух недель в центре города — в районах Мерчант-Сити, Босуэлл-стрит, Джордж-сквер и Вирджиния-стрит, где улицы превращены в Нью-Йорк с машинами NYPD и американскими такси.

### Маркетинг
В начале августа 2025 года был представлен видеоролик с новым костюмом Человека-паука.

## Прокат
Кинокомикс должен выйти в прокат в США 31 июля 2026 года. Ранее фильм мог выйти 24 июля, но дату перенесли, чтобы избежать конкуренции с «Одиссеей». В этот день Disney планировал выпустить один из фильмов от Marvel Studios, но в августе 2024 года студия убрала фильм из расписания. Журналист издания Gizmodo Жермен Люсье предположил, что расписание поменяли для того, чтобы Sony могла утвердить дату премьеры четвёртого фильма про Человека-паука. Фильм должен стать частью шестой фазы КВM.
В апреле 2021 года Sony подписала соглашение с Netflix и Disney о правах на показ их фильмов, выпущенных в 2022—2026 годах, после их проката в кинотеатрах и выхода на домашних носителях. Netflix подписал контракт на получение эксклюзивных прав на показ, который будет длиться 18 месяцев и коснётся фильмов о Человеке-пауке, выпущенных после «Нет пути домой». Disney же подписал контракт, который включает в себя права на показ фильмов на стриминговых сервисах Disney+ и Hulu, а также на их трансляции по телевизионным сетям Disney.